# Balkan American Football League 2014
La Balkan American Football League 2014 è stata la 2ª edizione dell'omonimo torneo di football americano.
Ha avuto inizio il 12 ottobre e si è conclusa il 6 dicembre.

## Squadre partecipanti
| Club                  | Città    | Stadio | Sponsor ufficiale | Risultato nella stagione 2013      |
| --------------------- | -------- | ------ | ----------------- | ---------------------------------- |
| Bucharest Rebels      | Bucarest |        |                   | Terzo posto BAFL; Terzo posto CNFA |
| Kraljevo Royal Crowns | Kraljevo |        |                   | Campioni BAFL                      |
| Sofia Bears           | Sofia    |        |                   | Secondo posto BAFL                 |

## Stagione regolare

### Calendario

#### 1ª giornata
| 12 ottobre 2014 | Sofia Bears | 19 – 13 | Bucharest Rebels |  |

#### 2ª giornata
| Kraljevo 9 novembre 2014 | Kraljevo Royal Crowns | 21 – 8 (7-0 14-0 0-0 0-8) referto | Sofia Bears | Atletski stadion (250 spett.) |
| Zabunović Q1 ( TD ) 10yd run Stepović Q1 ( pat ) Pejković Q2 ( TD ) 3yd run Denović Q2 ( tpc ) Đorđević Q2 ( TD ) 25yd pass from Pejković Marcatori Chan Q4 ( TD ) 2yd run ? Q4 ( tpc ) |                       |                                   |             |                               |
| |                       |                                   |             |                               |
| Zabunović Q1 (TD) 10yd run Stepović Q1 (pat) Pejković Q2 (TD) 3yd run Denović Q2 (tpc) Đorđević Q2 (TD) 25yd pass from Pejković                                                         | Marcatori             | Chan Q4 (TD) 2yd run ? Q4 (tpc)   |             |                               |

#### 3ª giornata
| 6 dicembre 2014 | Kraljevo Royal Crowns | 0 – 35 | Bucharest Rebels |  |

### Classifica
La classifica finale è la seguente:
- PCT = percentuale di vittorie, G = partite giocate, V = partite vinte, P = partite perse, PF = punti fatti, PS = punti subiti

| Pos. | Squadra               | PCT   | G | V | P | PF | PS |
| ---- | --------------------- | ----- | - | - | - | -- | -- |
| 1    | Bucharest Rebels      | 0.500 | 2 | 1 | 1 | 48 | 19 |
| 2    | Sofia Bears           | 0.500 | 2 | 1 | 1 | 27 | 34 |
| 3    | Kraljevo Royal Crowns | 0.500 | 2 | 1 | 1 | 21 | 43 |

## Verdetti
- Bucharest Rebels Campioni Balkan American Football League 2014